# 阿波罗喷泉

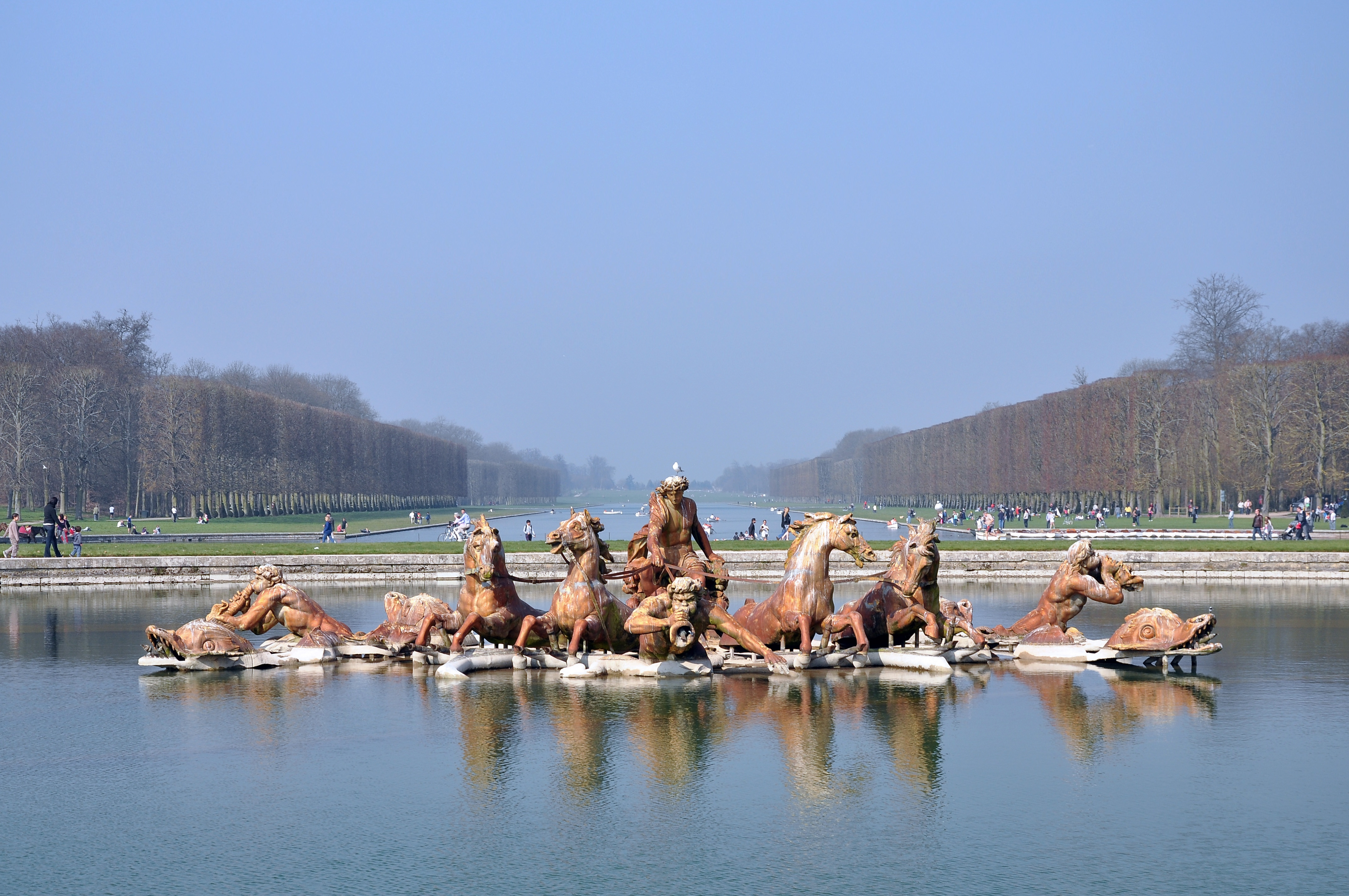
阿波罗喷泉

阿波罗喷泉是法国凡尔赛宫花园内的一座噴泉。該噴泉由夏尔·勒布伦设计，阿波罗喷泉由马、鲸鱼、阿波罗等雕像组成。
1639年，當局在喷泉原址上挖了一个池塘，該池塘被叫作天鹅池。 1671年，路易十四扩建天鹅池，並將其改建成阿波罗喷泉。